# 김준선
김준선(金俊善(UJMC), 1970년 2월 9일~)은 대한민국의 가수(싱어송라이터)이며, 작사가, 작곡가, 편곡가, 음반 프로듀서(OST 음악 프로듀서)이고, 영화 음악감독이다.
본은 광산으로, 신장은 178cm이고, 체중은 65kg이며, 혈액형은 O형이다. 포크 록 음악 밴드 《들국화》의 베이스 기타리스트 겸 보컬리스트였던 싱어송라이터 최성원과 생일이 같다.

## 생애
1988년 2월, 서울 상문고등학교 졸업을 거쳐 1994년 8월, 연세대학교 철학과에서 학사 학위를 취득하였다. 1990년 8월 연세대학교 문과대학 철학과 3학년 재학 중 《KBS 대학가요축제》에 참가, 비록 본선에서의 입상권에는 들지 못했지만, 그는 그렇게 가요계에 발을 들여 놓았다. 1992년 1집 수록곡 《아라비안 나이트(Arabian night)》를 히트시키며 스타덤에 올랐고, 이듬해 2집 수록곡 《마마보이(Mamaboy)》를 연달아 히트시켰다. 1994년 11월 당시에, 방위병으로 군 입대하였고 1995년 10월, 손정한, 박진원, 서재형, 우상문, 전승우 등과 함께 프로젝트 록 음악 그룹 《컬트(Cult)》를 결성하여 《너를 품에 안으면》이라는 곡을 히트시킨다. 이듬해 1996년 7월, 《컬트》의 박진원과 프로젝트 록 음악 그룹 《뷰투(View To...)》를 결성하여 활동하였고 그 와중에 군 제대 후, 《뷰투(View To...)》의 1집 수록곡 《High, high》라는 곡을 히트시킨다. 이후에는 작곡가와 OST 음반 프로듀서로서 꾸준히 활동하다가 2009년 2월 싱글 앨범을 발표하고 솔로 가수로서 활동을 재개하였다. 2011년 7월 크로스오버 보컬리스트 출신의 강성국, R&B 보컬리스트 출신의 김태헌, 가수 겸 뮤지컬배우 윤형렬, 뮤지컬배우 김성민과 함께 프로젝트 보컬 음악 그룹 《UJMC》를 결성하고, 그 그룹의 보컬리스트로 싱글 앨범을 발표하고 같은 해 8월 솔로 가수의 입장으로서 싱글 앨범을 발표, 여성 가수 서영은의 《그대를 위한 나》라는 곡을 리메이크하였는데 이 곡은 1998년 서영은 원곡으로 남성 가수 겸 영화배우 임창정이 듀엣으로 피처링 참여한 곡이며 김준선이 작곡을 한 곡이다. 이 곡의 원곡 가수 서영은이 2011년 8월 발표한 김준선의 이 싱글 앨범에 듀엣으로 피처링 참여하였다.

## 주요 경력
- UJMC Entertainment 사장
- UJMC 음악원 원장
- 명지전문대학 실용음악학과 겸임교수(2007년~2022년)
- 가톨릭관동대학교 실용음악학과 객원교수(2015년~2016년)

## 인간 관계
- 절친한 친구로 가수 김승진 등이 있다.

## 학력
- 서울언북초등학교(전퇴) → 서울학동초등학교 졸업
- 언주중학교(전퇴) → 서운중학교 졸업
- 상문고등학교 졸업
- 연세대학교 철학과 학사

## 디스코그라피
- 1990년 KBS 대학가요축제 입상곡 《Arabian night》
- 1992년 《김준선 1집》
- 1993년 《김준선 2집》
- 1995년 《Cult 1집》
- 1996년 《View To... 1집》
- 1997년 《Cult 2집》
- 1998년 SBS 서울방송 드라마 《승부사》 OST 곡 《무사지심(武士之心)》
- 2000년 영화 《비천무》 OST 곡 《한없는 그리움으로 그댈 다시 만나리》
- 2005년 영화 《무영검》 OST 곡 《불망가(不忘歌)》
- 2009년 김준선 싱글 앨범 《Call on me》
- 2011년 《UJMC 싱글 앨범》
- 2011년 김준선 싱글 앨범 《그대를 위한 나(Feat. 서영은)》

### 작사·작곡·편곡참여
- 1998년 《루이스(Louis) 1집》
- 1998년 《수(Sue) 1집》
- 1998년 《YTC 4집》
- 1998년 《서영은 1집》
- 1998년 SBS 서울방송 드라마 《승부사》 OST 음반
- 2000년 영화 《비천무》 OST 음반
- 2000년 《이주노 1집》
- 2000년 《컨츄리 꼬꼬 3집》
- 2000년 《김선아 1집》
- 2001년 《강우진 1집》
- 2003년 뮤지컬 《마법 같은 사랑》 OST 음반
- 2003년 SBS 서울방송 드라마 《술의 나라》 OST 음반
- 2003년 《미카엘 밴드(Michael Band) 1집》
- 2005년 《길건 1집》
- 2005년 영화 《무영검》 OST 음반
- 2005년 《김승진 7집》
- 2006년 《얀(Yarn) 5집》
- 2006년 《에이시아(A☆sia) 1집》
- 2007년 《캣츠(Cats) 1집》
- 2007년 《미카엘 밴드(Michael Band) 싱글 앨범》
- 2008년 《얀(Yarn) 싱글 앨범》
- 2011년 영화 《안녕》 OST 음반

### 배킹보컬(Backing vocal) 참여
- 1996년 《소찬휘 1집》

## 출연작

### 예능
- 2016년 MBC 《미스터리 음악쇼 복면가왕》 - 가을 전어는 며느리를 남기고
- 2017년 10월 31일 SBS 《불타는 청춘》